# Stilpnus rectangulus
Stilpnus rectangulus là một loài tò vò trong họ Ichneumonidae.